# Eduard Hämäläinen
Eduard Hämäläinen (Karaganda, 21 de janeiro de 1969) é um atleta de decatlo finlandês aposentado.
Nasceu em Karaganda, no Cazaquistão, então parte da União Soviética. Hämäläinen competiu sucessivamente pela União Soviética, Bielorrússia e Finlândia.